# Éducation des filles
 (octobre 2021).

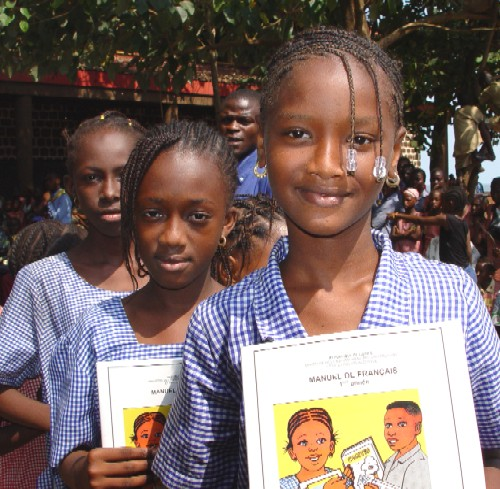
Écolières à Conakry, en Guinée, 2007.

L'éducation des filles, reconnu comme un droit humain et facteur d'amélioration du sort des femmes, a connu de fortes améliorations quantitatives au cours du XXIe siècle en termes de scolarisation formelle et de parité, bien qu'il reste encore des progrès à faire. Toutefois, en termes qualitatifs, cette amélioration statistique ne permet pas encore de remédier au poids des préjugés, et il a été noté notamment une rupture du lien entre les progrès des femmes en matière d'éducation et leur émancipation économique.

## Problématiques et enjeux

### L'éducation comme droit humain
Le droit à l'éducation fait partie des droits humains listés dans la Déclaration universelle des droits de l'homme faite par l'Organisation des nations unies (ONU) en 1948, et fait aussi l'objet de la Convention relative aux droits de l'enfant de 1989.
Dans le Rapport de la quatrième conférence mondiale sur les femmes, qui a eu lui à Pékin du 4 au 15 septembre 1995, l'ONU indique notamment que « filles et garçons ont tout à gagner d’un enseignement non discriminatoire qui, en fin de compte, contribue à instaurer des relations plus égalitaires entre les femmes et les hommes ».

### Violences faites aux femmes et éducation
De nombreuses filles sont victimes d'agressions ou de harcèlement sexuel, soit en se rendant à l'école, soit au sein de leur établissement. Selon l'ONU Femmes en 2014, « L'éducation et les formations peuvent jouer un rôle significatif pour changer les stéréotypes néfastes et discriminatoires liés au genre qui promeuvent ou cautionnent la violence à l’égard des femmes et des filles ».

### Éducation, «empowerment» des femmes et développement socio-économique et humain
L'éducation des femmes et notamment leur alphabétisation permettent notamment des améliorations en matière de santé, nutrition et éducation pour leurs familles, mais aussi de participer aux prises de décision relatives à la société plus largement. L'ONU estime en 1995 qu'il « s'est avéré extrêmement rentable, sur le plan tant social qu’économique, d’investir dans l’éducation et la formation — de type classique ou non — des filles et des femmes ».
En 2013; l'Unesco relève qu'avoir achevé des études secondaires permet une réduction de l'écart de salaire avec les hommes, en comparaison avec l'atteinte du niveau de fin d'études primaires. Pour le Pakistan et la  Jordanie, ces écarts passent respectivement de 49 % à 30 % et de 47 % à 37 %.
Toutefois, malgré les progrès quantitatifs observés en matière d'éducation, sous le poids des préjugés, « même dans les 59 pays où les femmes sont désormais plus instruites que les hommes, l'écart de revenu moyen entre les sexes reste de 39 % en faveur des hommes ».
L'éducation permet aussi de trouver plus facilement un emploi décent. En 2013, le taux d'emploi des femmes au Brésil est de 37 % pour celles qui n'ont pas achevé leurs études primaires, contre 50 % pour celles qui les ont achevées, et 60 % pour celles qui ont fini leurs études secondaires.

## Aspects quantitatifs

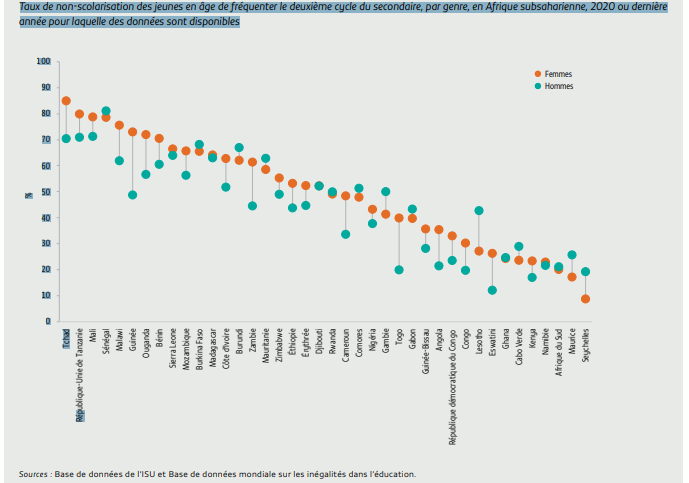
Taux de non-scolarisation en 2020 dans une sélection de pays d'Afrique subsaharienne, par genre.

En 2013, le monde compte 10 pays où la durée moyenne de scolarisation des filles les plus pauvres est proche ou inférieure à une année, avec en  premier lieu la Somalie où 95 % d'entre elles n'ont jamais été à l'école. L'Unesco fait alors état de 31 millions de filles d'âge correspondant à l'école primaire et 34 millions d'adolescentes non scolarisées.
En 2021, malgré une amélioration de leur accès à la scolarisation et des écarts moyens avec les garçons, 132 millions de filles âgées de 6 à 17 ans, dont les trois quarts d'adolescentes, ne vont pas à l’école. Si au niveau mondial l'écart de parité n'est plus que de 1 % en moyenne, ce chiffre masque des disparités géographiques importantes, avec des pays n'ayant enregistré quasiment aucun progrès depuis 2014, principalement en Afrique subsaharienne, et avec le cas de l'Afghanistan qui a subi une forte régression, évaluée à un retour en arrière de 20 ans.

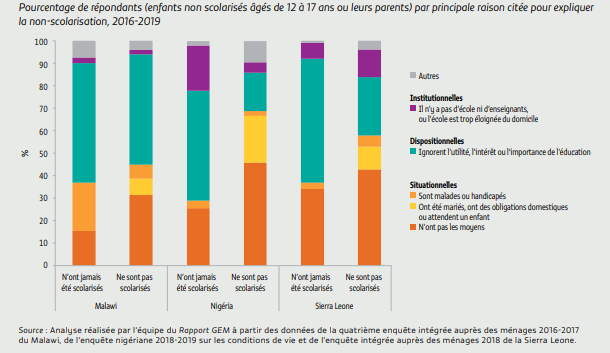
Motifs avancés de non-scolarisation au Malawi, en Sierra Leone et au Nigeria : dans ce dernier pays, une adolescente sur cinq ne va pas à l’école parce qu’elle est mariée ou enceinte.

## Aspects qualitatifs

### L'éducation des femmes et leur place dans le milieu professionnel et scientifique
En France, en classe de terminale (troisième et dernière année d’enseignement des lycées, qui se clôt sur le passage du baccalauréat), se trouvent 81 % de filles dans la filière littéraire, 62 % en économie, et 41 % en maths-physique. Les filles sont considérées comme étant plus aptes à tout ce qui touche à la littérature et à l’artistique mais pas aux sciences qui, elles, sont réservées aux garçons.

### Science, technologie, ingénierie et mathématiques (STIM)

Pourcentage d'étudiantes femmes dans les cursus d'ingénierie, manufacture et construction dans l'éducation supérieure dans différents endroits du monde (carte annotée en anglais).

En 1995, l'ONU constate que, dans le monde, « l'enseignement des sciences, en particulier, est discriminatoire » pour les filles et les femmes, à la fois dans l'absence de traitement de problèmes quotidiens pour celles-ci dans les manuels scolaires, l'absence de présentation des réalisations d'envergure de personnalités féminines dans les domaines proposés dans les manuels, mais aussi avec des programmes scolaires qui, pour certains, ne contiennent  pas l'enseignement des mathématiques, des « sciences de base », ou de formation technique utile d'un point de vue quotidien. L'ONU souligne alors que « une formation scientifique et technique solide prépare les femmes à jouer un rôle actif dans le développement technique et industriel de leur pays ; il convient donc de revoir les programmes de formation technique et professionnelle dans ce sens ».
Au début du XXIe siècle, l’éducation des femmes dans les filières de science, technologie, ingénierie et mathématiques (STIM) inclut les enfants et les adultes. En 2017, 33% des étudiants dans les filières STIM sont des femmes[réf. nécessaire]. L’UNESCO a déclaré que la disparité des genres est due aux discriminations, aux préjugés, aux normes sociales et aux attentes qui influencent la qualité de l'éducation que reçoivent les femmes et les matières qu'elles étudient[réf. nécessaire].
Dans certains pays, la biologie se démarque quelque peu de la plupart des autres filières scientifiques, avec par exemple environ 60 % des diplômes de ce domaine décernés à des femmes aux États-Unis en 2020.

### Handicap
L'éducation pour les femmes handicapées a été améliorée[réf. nécessaire]. En 2011, Giusi Spagnolo est devenue la première femme atteinte de la trisomie 21 à obtenir son diplôme en Europe (elle a été diplômée à l’Université de Palerme en Italie),.

## Histoire

### Afrique
L'éducation des femmes peut être tracée jusqu'à la création du Califat du Sokoto, en 1804, dont le premier calife, Ousman dan Fodio encourageait la scolarisation de la femme, qui selon lui pouvait empêcher la décadence de l'Islam de son temps. Bien que difficile d'accès, l'éducation des femmes permis de produire de nombreuses femmes lettrées dont la plus célèbre fut la fille de Fodio, Nana Asma’u

### Amérique latine
En Amérique latine, le taux d'abandon scolaire et de violence envers les femmes et les filles sont parmi les plus élevés .
Même si l'enseignement secondaire est obligatoire dans la plupart des pays, on estime que 40 % des élèves ne parviennent pas à terminer leurs études. 36% des filles abandonnent l'école en raison de plusieurs facteurs.
D'après un rapport récent de l'UNICEF, il ressort que certaines ne vont pas à l'école, car elles n'ont pas la possibilité d'étudier. Elles arrêtent souvent l'école pour aller travailler et contribuer à l'économie du foyer.
À mesure que les filles grandissent, leur parcours éducatif devient de plus en plus difficile. Elles peuvent être contraintes d'interrompre leur scolarité en raison de mariages ou de grossesses précoces.
Les attentes sociales envers les filles diffèrent souvent de celles des garçons, les encourageant à assumer davantage de responsabilités domestiques, comme celles de prendre soin de leurs frères et sœurs plus jeunes. De plus, l'insécurité dans les villes présente de nombreux dangers, en particulier pour celles-ci.
Dans certaines localités les jeunes doivent souvent parcourir de longues distances pour se rendre à l'école, exposées à des dangers tels que le viol, les enlèvements et même les meurtres.
Très peu d'actions concrètes sont mises en œuvre par les entités publiques ou le secteur privé pour augmenter les opportunités des filles d'accéder à l'enseignement supérieur.

### Europe

#### France
Du XVIIIe au XXe siècle, l'éducation des femmes a évolué.
En effet au XVIIIe siècle, l'enseignement était interdit aux femmes. Elles ne savaient donc en général ni lire, ni écrire, ni compter. En 1808, les filles et les femmes étaient interdites dans les lycées, elles restaient au foyer. Elles ont pu ensuite accéder à des cours de couture tandis que les garçons des familles bourgeoise et nobles apprenaient le grec, le latin, la philosophie…. Toutefois il faut nuancer, en effet il est à savoir qu’une grande majorité de la population avant le XVIIIe siècle était illettré et ne savait pas même signer, car les familles préféraient garder leurs garçons à la maison afin de travailler dans les champs, à la ferme… Ils n’avaient donc pas accès aux savoirs même si officiellement ils en avaient le droit, cela était réservé aux familles aisées.
Au XIXe siècle, les femmes étaient réduites à être des mères, des épouses, leur rôle était de rester à la maison, s'occuper des enfants, de leur mari. Elles ne vivaient pas pour elles mais pour leur cercle familial. À l'époque, les femmes n'avaient pas le droit de recevoir un enseignement scientifique comme les mathématiques, la physique ou encore les sciences. En effet, les femmes possédant une éducation, de la culture, étaient très mal perçues car être une « vieille fille » était très mal vu à cette époque.
Les femmes ont longtemps été rabaissées par les hommes car elles étaient considérées comme inférieures.[Interprétation personnelle ?] Or, en ouvrant les lycées aux femmes, les hommes ont pour idée de leur enseigner les bases de la culture. Cette idée cache en fait la nécessité d'avoir une femme avec un minimum de culture pour briller en société. Cependant on peut noter qu'en 1805 Napoléon crée la maison d'éducation de la Légion d'honneur, où seules les filles de soldats ayant reçu la légion d'honneur peuvent entrer.
Ce n'est qu'en 1850 que les écoles s'ouvrent aux filles avec la loi Falloux et, en 1882, la loi Ferry reconnaît l'égalité des sexes dans l'enseignement. Avec la naissance de la Troisième République, les temps changent : les jeunes filles sont toujours considérées comme inférieures, mais elles obtiennent les droits à la scolarité. Les filles peuvent enfin avoir un accès à l'enseignement scientifique en 1924.

#### Grèce
Les femmes de Sparte étaient célèbres dans la Grèce antique pour bénéficier de plus de liberté et de droits que dans aucun autre État grec, et étaient réputées plus éduquées[réf. nécessaire]. Pendant la période classique, les filles sont éduquées à la maison, et seules quelques-unes sont lettrées et suivent des cours de philosophie ; à partir de l'époque hellénistique, elles semblent toutefois recevoir un contenu d'éducation analogue à celui des garçons: lecture et écriture, apprentissage de la danse et exercices de gymnastique.

## Religions et éducation des femmes
Dans la tradition catholique, la question de l’éducation des femmes se pose depuis l’époque de l’école théologique d’Alexandrie, érigée vers 180 lors des premiers siècles du christianisme[réf. nécessaire].
Dès 1524, Luther (père du protestantisme) se prononce en faveur de l’éducation des femmes ; il assure qu’il « nous faut des écoles pour nos filles […], afin que la femme devienne capable de diriger son ménage et d’élever chrétiennement ses enfants ».
C’est en 1608 que la première femme, Juliana Morell, obtient son diplôme à l’université d’Avignon[réf. nécessaire].
Encore aujourd'hui, les femmes doivent se battre pour intégrer les universités[réf. nécessaire]. Par exemple, il a fallu attendre 1963 lorsque Myriam Maestroni est la première femme diplômée de l’université Harvard, une université américaine prestigieuse qui était autrefois réservé aux hommes[réf. nécessaire]. L’accès des universités aux femmes « est le fruit d’une conquête, pas à pas ».